# Orimarga dichroptera
Orimarga dichroptera är en tvåvingeart som beskrevs av Alexander 1950. Orimarga dichroptera ingår i släktet Orimarga och familjen småharkrankar.
Artens utbredningsområde är Venezuela. Inga underarter finns listade i Catalogue of Life.